# Marcy G. Kaplan
Marcy G. Kaplan (...) è una produttrice televisiva statunitense che annovera tra i suoi lavori più noti la serie televisiva americana Dr. House - Medical Division.

## Carriera
Oltre alla serie tv DR. House, è stata la co-produttrice del musical per la televisione del 2000 Geppetto, un adattamento della Disney dell'opera di Le avventure di Pinocchio. Storia di un burattino di Collodi. Diretto da Tom Moore e interpretato da Drew Carey e Julia Louis-Dreyfus, è uscito in seguito anche in DVD e Blu-ray.
Nel 2000 ha prodotto 22 episodi della serie tv Gideon's Crossing, vincitrice del Primetime Emmy Awards (per il tema musicale principale di James Newton Howard) e dell'ALMA Awards (accordato a Rubén Blades nella categoria Miglior attore in una serie tv), entrambi nel 2001. Un'altra nomination è stata ricevuta da Andre Braugher al Golden Globe come migliore interpretazione in una serie tv.

## Filmografia

### Produttrice
- Dr. House - Medical Division - come produttrice (106 episodi, 2007 - 2012), co-produttrice (57 episodi, 2005 - 2007) o produttrice associata (12 episodi, 2004 - 2005)[4]
- Doubt - film tv (2013)[5]
- Century City (2004)
- Felicity - serie tv, 22 episodi (2001-2002)
- Gideon's Crossing  - serie tv, 22 episodi (2000)[3]
- The Wonderful World of Disney - serie tv, 1 episodio (2000)
- Geppetto (2000)[6]
- Economics U$A - serie tv, 2 episodi (1985), produttrice associata

### Production manager
- Gideon's Crossing  - serie tv, 22 episodi (2000)[7]
- Only love - film tv (1998)[8]
- Forbidden Territory: Stanley's Search for Livingstone - film tv (1997)[9]
- Innocenza infranta (1997)
- Inventing the Abbotts (1997)[10]
- Giù le mani dal mio periscopio (1996)
- Down Periscope (1996)[11]
- Amos & Andrew  (1993)[12]

### Altri ruoli
- Zelly ed io (1988) (location manager)
- Breaking In - film tv, assistant production coordinator (1989)
- Spia (Spy) - film tv, production coordinator (1989)
- Saluti dal caro estinto (Passed Away) - film tv, production coordinator (1992)
- Those Secrets - film tv, production coordinator (1992)
- A Place for Annie - film tv, production coordinator (1994)
- Jimmy Hollywood - film tv, production coordinator (1994)